# LUNATIC FEST.
LUNATIC FEST.（ルナティック・フェスト）は、日本のロック・バンドLUNA SEAが幕張メッセで開催したロック・フェスティバルである。2015年6月27日、28日の2日間で6万人を動員した。略称としてルナフェス、LUNA FESとも呼ばれる。2018年6月23日、24日開催のLUNATIC FEST. 2018についても記述する。

## 概要
LUNATIC FEST.は、『LUNA SEA 史上最狂のロックフェス』と題し、バンド結成25周年記念の最終章にして自身初の主宰フェスとなった。
2014年〜2015年に行われたLUNA SEA 25th ANNIVERSARY LIVE TOUR最終公演の3月14日大阪城ホールにて、終演後にスクリーンに上映される形で発表され、次の情報解禁日は3月20日であることが提示された。
以後「Next Action!（日付）」の形式で情報は小出しに発表され、LUNA SEAの結成記念日の5月29日には結成当初のバンド表記である「LUNACY」が両日オープニングアクトとして登場することが明らかになった。
出演者はすべてLUNA SEAメンバーと親交があり、先輩、同世代、後輩と幅広い年代層に渡っている。
- 日程：2015年6月27日、6月28日
- 時間：開場9:30、開演11:00、終演20:00（予定）
- 会場：幕張メッセホール1〜5
- チケット（前売1日券）：￥15,000 + ドリンク代￥500（税込）
2日間通し券：￥28,000 + ドリンク代￥1000（税込）- オフィシャルファンクラブ「SLAVE」限定販売
- 主催：フジテレビジョン、BSフジ
- 後援：InterFM、ニッポン放送
- 企画：LUNATIC FEST.　実行委員会
- 制作：LUNA SEA inc.、バックステージプロジェクト、クリエイティブマンプロダクション
- 運営協力：キョードー東京

2017年12月24日にさいたまスーパーアリーナで行われた「LUNA SEA The Holy Night 2017」終演後、2018年6月23日（土）、24日（日）に幕張メッセで、第2弾となる「LUNATIC FEST. 2018」開催を発表した。当日はWOWOWで生中継され、8月19日には2日間の全アーティストを12時間枠で放送予定。
- 日程：2018年6月23日、6月24日
- 時間：開場9:30、開演11:00、終演20:00（予定）
- 会場：幕張メッセ
- チケット（前売1日券）：￥15,500（ドリンク代込　税込）
海外居住者専用チケット（前売1日券）：￥17,050（ドリンク代込　サービス料込　税込）
2日間通し券：￥28,000 + ドリンク代￥1000（税込）- 各ファンクラブ限定販売
SLAVE限定VIPシート：￥50,000 / day - オフィシャルファンクラブ「SLAVE」限定販売
未就学児入場不可、小学生以上はチケットが必要
- Produced by LUNA SEA
- 主催：LUNATIC FEST. 2018実行委員会、フジテレビジョン
- 後援：スペースシャワーTV、ニッポン放送、bayfm、NACK5
- 協力：ユニバーサルミュージック
- 運営制作：クリエイティブマンプロダクション
- 運営協力：キョードー東京
- 企画：LUNA SEA inc.、Zepp Live、バックステージプロジェクト、WOWOW

2025年2月23日、東京ドームにて行われた「35th ANNIVERSARY TOUR ERA TO ERA -THE FINAL EPISODE-LUNATIC TOKYO 2025-黒服限定GIG-」の最後に、「LUNATIC FEST. 2025」を11月8日(土)と9日(日)に幕張メッセで行う事を発表した。

## 情報公開経緯

### 2015年
- 3月14日 - 開催発表（タイトル、会場、開催日のみ）
- 3月20日 - 会場図面（Ver.1）により、ホール1〜3を繋げた1フロアの3ステージであることを発表
- 4月20日 - 各ステージ名称がMOON, SHINE, FATEであり、両日ともLUNA SEAの他10バンドずつ出演することを発表
- 4月27日 - 特設サイトにてチケット先行受付開始
- 4月30日 - 第1弾アーティスト10組を発表
- 5月04日 - 上記10組の出演日を発表
- 5月08日 - 第2弾アーティスト6組を発表
- 5月11日 - 第3弾アーティスト2組を発表
- 5月18日 - 最終出演アーティスト 2組を発表
- 5月29日 - オープニングアクトを発表
- 6月11日 - タイムテーブルを発表、各出演者間は10分間で、最後の2演者は30分間を予定
- 6月16日 - ホール1〜5のフロアマップを発表。ホール4はEDENと名付けたフードエリア、ホール5は物販とクローク

### 2018年
- 2017年12月24日 - 開催発表（タイトル、会場、開催日のみ）[11]
- 2018年1月17日 - 会場図面（PLAN 1）により、ホール1〜3を繋げた1フロアの2ステージであることを発表、SLAVE限定「VIPシート」の先行受付開始。発表日は新月。
- 1月30日 - 両日ともオープニングアクトとしてLUNACYの出演を発表[注 2]
- 2月16日 - 会場図面（PLAN 2）によりMOON とMOTHERの2ステージであること、キックオフイベント開催を発表。発表日は新月。
  - 【LUNATIC FEST. CAFE】　2018年4月27日（金）〜 5月13日（日）の17日間、東京・原宿のAREA-Qにて期間限定で開催
- 3月2日 - 第1弾出演アーティスト9組発表[注 3][12]
- 3月17日 - 第2弾出演アーティスト1組発表[注 4]
- 3月22日 - 第3弾出演アーティスト1組発表[13]
- 4月9日 - 第4弾出演アーティスト2組発表[14]
- 4月16日 - 第5弾出演アーティスト発表[注 5]
- 6月14日 - 最終ラインナップ決定（延べ22組）、タイムテーブル発表[注 6][15]

### 2025年
- 5月29日 - 生配信番組にて一挙発表。各アーティストの出演日は同年7月3日の18時に発表[16]。
- 7月3日 - 参加アーティストの出演日を公開[17]。

## 出演者

### 2015年
2015年のM, S, F は、それぞれMOON, SHINE, FATEの各ステージを指す。

| - LUNACY（オープニングアクト）（F） - 9mm Parabellum Bullet（M） - the telephones（F） - TOKYO YANKEES（S） - coldrain（F） - LADIES ROOM（S） - SIAM SHADE（M） - Fear, and Loathing in Las Vegas（F） - DIR EN GREY（M） - DEAD END（S） - X JAPAN（M） - LUNA SEA（M） | - LUNACY（オープニングアクト）（S） - 凛として時雨（M） - ROTTENGRAFFTY（F） - minus(-)（S） - AION（F） - KA.F.KA（S） - MUCC（M） - ［Alexandros］（F） - GLAY（M） - D'ERLANGER（S） - BUCK-TICK（M） - LUNA SEA（M） |

### 2018年
2018年のMN, MRは、それぞれMOON, MOTHERの各ステージを指す。

| - LUNACY（オープニングアクト）（MR) - coldrain（MN) - 女王蜂（MR) - The BONEZ（MN) - ACE OF SPADES（MR) - back number（MN) - GLIM SPANKY（MR) - SID（MN) - DIR EN GREY（MR) - GLAY（MN) - LUNA SEA（MR) | - LUNACY（オープニングアクト）（MN) - THE ORAL CIGARETTES（MR) - OLDCODEX（MN) - lynch.（MR) - MUCC（MN) - 大黒摩季（MR) - AA=（MN) - BRAHMAN（MR) - LOUDNESS（MN) - YOSHIKI（MR) - LUNA SEA（MR) |

### 2025年
| - LUNA SEA - BRAHMAN - DIR EN GREY - GODLAND - lynch. - MY FIRST STORY - Novelbright - SIAMSOPHIA - シド - T.M.Revolution | - BUCK∞TICK - 黒夢 - MUCC - NEMOPHILA - 凛として時雨 - ROTTENGRAFFTY - UVERworld - THE YELLOW MONKEY - 9mm Parabellum Bullet |